# 바닷가 소년
《바닷가 소년》은 1982년 5월 8일에 방영된 TV문학관이다.

## 줄거리
소년(강태호)은 할머니(한은진)와 단 둘이 함께 바닷가에 위치한 한 난민촌에 살고있다. 할머니가 다른 아주머니들과 함께 행상 장사를 나가 있는 동안 소년은 동네 할아버지들과 어울려 지내게 되는데...

## 출연
- 강태호
- 최문선
- 한은진
- 신구
- 민지환
- 안옥희
- 장항선
- 유병한
- 안대용
- 김을동
- 지계순
- 장희진
- 박정웅
- 조재훈
- 김경하
- 이한수
- 임영식
- 방숙례